# Solicchiata
Solicchiata (Sulicchiata in siciliano) è una delle sette frazioni del comune di Castiglione di Sicilia in provincia di Catania.

## Storia

### XIX secolo
Il frazionamento dei feudi e la vocazione alla produzione vinicola, spinsero diversi imprenditori alla fine dell'Ottocento a una produzione intensiva nella coltivazione della vite. Per tali motivi la manodopera si insediò in questa contrada dando vita alla borgata lungo la S.S. 120. Numerose sono le ville e case rurali sorte per opera della borghesia terriera proprietaria dei vigneti.

#### Dopo l'unità d'Italia
Dopo l'unità d'Italia, nel 1862, il parlamento del Regno d'Italia approvò la legge per l'enfiteusi dei terreni ecclesiastici di Sicilia (legge Corleo). Il 50% della terra finì però nelle mani dell'aristocrazia di Castiglione, Linguaglossa e Randazzo costruendovi palazzi e masserie di pregevole fattura: i Sardo, gli Abate, i Ferro, i Tuccari di Castiglione, i Di Carlo, i Camardi, i Barbagallo di Randazzo e i Petrina di Catania. Per esigenze produttive, furono chiamati dai paesi vicini uomini di fiducia e braccianti. Infatti tutti gli abitanti del luogo vantano origini da altri comuni circostanti, principalmente Castiglione e Linguaglossa. Questo nucleo eterogeneo di immigrati costituisce l'origine degli attuali abitanti di Solicchiata. In gran parte però abitavano ancora in campagna, nelle masserie circostanti e solo pochi avevano case proprie. La Solicchiata di oggi nasce dall'unione di diversi quartieri ubicati lungo la strada nazionale, accanto a case patrizie: Montedolce, Piano dei 'Badaracchi', Salita della Portella, eccetera.
Fino al periodo del governo Crispi, la viticultura fu per Solicchiata la principale attività e fonte di guadagno. L'uva e il mosto venivano venduti a commercianti di Riposto. Il vino, a forte gradazione alcolica, veniva spedito in Francia e in Nord Italia, dove era usato per aumentare la gradazione alcolica di vini considerati più pregiati.
Dal 26 maggio al 7 giugno 1879 un'eruzione interessò il lato nord dell'Etna e la lava arrivò vicino a Passopisciaro, coprì terre fertili e si fermò a solo 600 m dal fiume Alcantara.
Quando nel 1880 scoppiò la guerra doganale contro la Francia, i ricchi proprietari terrieri subirono forti perdite economiche. La crisi economica conseguente a questo evento portò a una profonda trasformazione economica e sociale che causò uno sfaldamento del rapporto produttivo-affettivo tra proprietario e massaio.
Il 30 settembre 1895 fu inaugurato il tratto di ferrovia Circumetnea Bronte-Castiglione. La linea ferrata non arrivò direttamente nell'abitato di Castiglione, servendo però le sue frazioni di Passopisciaro, Solicchiata, Rovittello e Cerro.

#### L'età giolittiana
Alcuni proprietari vendettero palazzi e terreni che furono comprati dai massai che avevano migliorato la loro condizione economica. Altri massai e braccianti scelsero la via dell'emigrazione, per lo più verso gli Stati Uniti d'America. In quel periodo New York e altre città erano al centro di un forte sviluppo edilizio per cui bisognava reclutare molta manodopera per costruire palazzi, strade, ferrovie. Era il periodo in cui giravano per i centri della Sicilia i mediatori che arruolavano i braccianti con contratti a tempo determinato. All'inizio andarono per qualche anno, mettevano da parte una somma di denaro, ritornavano e compravano lotti di terreni o case. A poco a poco attorno alla chiesa del Sacro Cuore di Gesù cominciò a crearsi il nucleo del villaggio. I massai si trasferirono nelle case di loro proprietà, lungo la via Nazionale, pur mantenendo un rapporto privilegiato con i proprietari. I braccianti e i massai più attivi acquistarono dai grandi proprietari piccoli appezzamenti di terreno, quelli più scadenti, e li trasformarono in ottimi vigneti diventando coltivatori diretti. Costruirono piccoli palmenti trasformando l'uva in mosto che vendevano ai commercianti di Riposto.

### XX secolo

#### Anni dieci
Nel settembre 1911 Solicchiata fu sfiorata, da oriente, da una colata lavica. L'eruzione iniziò da una fenditura creatasi nelle vicinanze del cratere di nord-est dell'Etna il 10 settembre. In soli due giorni distruggendo boschi, noccioleti e vigneti arrivò sullo stradone per Linguaglossa (S.S. 120), nei pressi di contrada Imboscamento, ricoprendo anche il binario della ferrovia Circumetnea. Il 23 settembre il fronte lavico si arrestò a circa un chilometro dal fiume Alcantara. Il disastro economico che ne seguì provocò una spinta all'emigrazione, che per tanti fu definitiva, senza ritorno.

L'emigrazione verso gli Stati Uniti continuò fino agli anni venti, allorquando fu regolata sia dagli americani sia dal regime fascista. Nel periodo fascista l'emigrazione verso gli Stati Uniti continuò ma solo per il ricongiungimento dei nuclei familiari.

#### Il ventennio fascista
Alle 2:20 del mattino del 17 giugno del 1923, gli abitanti di Solicchiata e dei paesi vicini furono svegliati da forti esplosioni e da scosse telluriche. Si formarono diverse bocche eruttive tra Monte Nero e Monte Ponte di Ferro, a 2 000 metri di quota. In dieci ore la lava percorse circa sette chilometri. Nel pomeriggio arrivò a un chilometro dalla stazione di Cerro e rallentò la sua corsa: infatti la stazione della Circumetnea fu distrutta il 19 giugno. Solicchiata e Rovittello furono protette dalle lave del 1911 e del 1809. Il 20 giugno arrivò re Vittorio Emanuele III, il fronte lavico era largo un chilometro e la lava avanzava a una velocità da 10 a 15 chilometri all'ora. Il re soleva villeggiare con la sua famiglia nella vicina frazione di Montelaguardia, ospite del marchese Romeo delle Torrazze. Il giorno dopo arrivò Mussolini, il capo del governo, la lava aveva raggiunto i piedi del monte Santo ricoprendo le ultime poche case della frazione di Catena e minacciando Linguaglossa. Fortunatamente l'impeto della lava cominciò a diminuire e il 26 giugno dimezzò la sua velocità. Il fronte lavico, non sufficientemente alimentato alla fonte si fermo il 29 giugno. L'accademia Gioieni di Catania chiamò i nuovi crateri, formatisi in seguito a questa eruzione, "Vittorio Emanuele III" e "Mussolini". L'enorme quantitativo di lava che intercettò i binari presso Cerro spinse l'amministrazione della Ferrovia Circumetnea a realizzare una variante al percorso. Fu ideata una nuova tratta che dalla stazione di Rovittello doveva arrivare a Castiglione di Sicilia e da qui riprendere la vecchia sede nei pressi di Linguaglossa.
Il 16 luglio iniziò il bombardamento di Randazzo condotto dalla 9ª AF (Air Force) americana, con gli aerei B-25 e P-40 e dalla NATAF (North West Tactic Air Force), con i bombardieri Wellington. I bombardamenti seguirono nei giorni 18-19-20. Il 21 gli attacchi impegnarono venti aerei B-25. Ma l'attacco più forte su sferrato il 1º agosto allorché furono impiegati più di duecentotrenta aerei bombardieri P-40. Gli attacchi si ripeterono il 7 agosto con di più di sessanta bombardieri B-25, l'8 con oltre novanta B-25, il 10. L'11 agosto fu l'ultimo giorno di bombardamenti a cui fu soggetta Randazzo. Oltre novanta B-25 bombardarono ponti, strade, ferrovie e l'area cittadina. Circa centosettanta P-40 bombardarono direttamente Randazzo. I contadini mentre mietevano in montagna vedevano passare sopra la loro testa, a bassa quota, gli aerei bombardieri che si dirigevano verso Randazzo e lasciavano cadere centinaia di bombe. Nell'agosto del 1943 le truppe alleate bombardarono anche Solicchiata. Prima però avvertirono la popolazione lanciando con un aereo milioni di volantini con su scritto "Evacuate e fate evacuare, chiunque è vicino ad obiettivi militari è in pericolo di vita". Gli abitanti andarono a rifugiarsi per un breve periodo in campagna e si nascosero dentro grotte di scorrimento lavico (Grotta del Bue). Qualcuno di essi al ritorno trovò la propria casa demolita completamente. Il 13 agosto 1943 i tedeschi abbandonarono Randazzo, che venne occupata dal 39º reggimento della nona divisione statunitense. I tedeschi passarono per Solicchiata, inseguiti dall'esercito avversario e, per ostacolarne l'avanzata, minarono e demolirono diversi caseggiati e il ponte di contrada Imboscamento, sulla via Nazionale. Grazie al coraggio di alcuni cittadini, parecchi fabbricati vennero salvati cancellando le X che i tedeschi mettevano sui fabbricati da far saltare per rallentare l'avanzata alleata. Gli alleati furono accolti favorevolmente perché ciò significava la fine della guerra.
Nell'estate del 1943, due accampamenti, italiano e tedesco, erano impiantati nel territorio di Castiglione. Il generale Alfredo Guzzoni, della 6ª armata, aveva trasferito da Enna, il tredici luglio, il proprio comando a Passopisciaro, mentre il generale Hans-Valentin Hube, a capo del XIV Corpo d'armata, si era installato nella villa del Picciolo di Rovitello, all'interno di un noccioleto, lì dove ora sorge un campo da golf. A fine luglio arrivarono in paese, a dorso di mulo, le notizie dell'insediamento degli americani, del generale statunitense Patton, a Palermo e dell'8ª armata di Montgomery, che non riusciva a sfondare la linea del Simeto, nella piana di Catania. Anche a Castiglione, via di transito fra Catania e Messina, si sapeva dunque che a giorni i tedeschi e gli italiani sarebbero partiti per lasciare il posto agli inglesi e alla fine della guerra. Il loro generale Hube, sfuggito all'inferno di Stalingrado, con un solo braccio, era un abile stratega delle truppe corazzate e non amava l'alleato italiano. Nonostante l'età avanzata era pieno di energia e subito aveva esautorato Guzzoni e i suoi collaboratori. La sera del 1º agosto 1943 invitò a cena in villa il collega italiano e il capo di stato maggiore Emilio Faldella, ma a Guzzoni l'invito non piacque e piazzò attorno al noccioleto un battaglione di guastatori pronto a intervenire. Era in effetti una trappola perché in quelle ore il generale Albert Kesselring avrebbe dovuto occupare Roma e arrestare la famiglia reale. Ma dopo estenuanti discussioni il maresciallo riuscì a convincere Hitler a soprassedere e Hube fu costretto, pure lui, a comportarsi nello stesso modo con gli ospiti. Il 10 agosto Hube e i reparti del quartier generale tedesco si avviarono verso Messina poiché l'evacuazione della Sicilia era stata fissata per il 16.
L'11 agosto entrarono a Castiglione un cingolato e quaranta granatieri con l'ordine di prendere più prigionieri civili possibile. Chi tentò di sottrarsi venne abbattuto dalle mitraglie e alcune donne accorse per difendere mariti e figli furono buttate giù dai balconi. In poco meno di un'ora furono uccise 16 persone e ferite 20. Nino Lomonaco, custode di questa memoria, ricorda però che un soldato tedesco non denunciò un poveraccio nascosto nel soffitto e un altro mostrò una medaglietta del battesimo e ripeté diverse volte la parola cattolic alle madri e figlie terrorizzate, accontentandosi di un bicchiere d'acqua prima di uscire da una casa del paese. Nella stalla comunale furono rinchiusi oltre trecento uomini, che i tedeschi volevano fucilare il giorno 18. Il parroco padre Giosuè Russo coadiuvato da suor Amalia Casini avviò una drammatica trattativa con gli ufficiali. Non è ancora chiaro se il motivo della rappresaglia fu il furto di vettovaglie da un autocarro militare o un agguato in cui erano stati uccisi cinque militari tedeschi. I trecento uomini, rinchiusi nel "Cannizzo", furono liberati la mattina del 13 agosto. All'alba del 18 i tedeschi abbandonarono quei luoghi.

#### Anni cinquanta
Negli anni cinquanta Solicchiata soffrì la crisi economica del dopoguerra e l'abbandono dello Stato che preferì investire al Nord. Soltanto nel 1953 fu portata l'energia elettrica derivando una linea da quella che alimentava Castiglione, in contrada Verzella. Le abitazioni fino a quella data erano illuminate con lumi a petrolio e tutti i lavori domestici e artigianali erano eseguiti a mano, con l'uso di leve o con gli animali da soma. Chi aveva un'istruzione fu assunto come impiegato statale, gli altri, per il perdurare della crisi, scelsero ancora la strada dell'emigrazione. Argentina e Venezuela furono le mete privilegiate. L'emigrazione si indirizzò anche verso l'Italia settentrionale: Milano e Torino, principalmente. Continuò l'emigrazione per gli Stati Uniti d'America per quelli che avevano parenti diretti. La viticultura era in crisi per la mancanza di mercati. I commercianti di Riposto erano spariti e gli agricoltori non riuscivano a produrre e, contemporaneamente, commercializzare il prodotto. Qualche bracciante si trasformò in commerciante vendendo il proprio vino nei paesi circostanti. 

#### Anni sessanta
Il boom economico degli anni sessanta non fermò del tutto il fenomeno dell'emigrazione, che stavolta si diresse verso Germania e Svizzera. Molti si spostarono in altri settori produttivi diversi dall'agricoltura diventando commercianti di carbone, di legname e di prodotti per l'edilizia. Furono creati punti vendita di prodotti alimentari, macellerie per gli abitanti del luogo e per quelli di passaggio. È di questo periodo la nascita della cava di inerti in contrada Imboscamento e della cantina sociale Torrepalino.

#### Anni settanta
Negli anni settanta iniziarono i lavori per un campo di calcio che non fu mai ultimato per mancanza di fondi. La situazione urbanistica di Solicchiata restò cristallizzata per tutto il dopoguerra fino alla fine degli anni settanta. Tuttavia nel 1975 fu fondata la cantina sociale Torrepalino.

#### Anni ottanta
Gli anni ottanta furono per Solicchiata una svolta: furono create diverse società industriali, tuttora esistenti. In questo periodo fu pubblicato un articolo su un organo di stampa nazionale che definiva Solicchiata la "zona a più alta densità di industrie in Italia". A questi impianti si affiancarono l'impresa edile e quelle della cava di inerti e dell'industria enologica. 

Il 17 marzo del 1987 la zona a sud di Solicchiata, cioè il territorio che si eleva verso la montagna, fu inserita all'interno del Parco dell'Etna.

#### Anni novanta
Gli anni novanta videro il consolidamento di questa realtà economica che mosse lo sviluppo urbanistico del villaggio.

## Monumenti e luoghi d'interesse
La chiesa parrocchiale è dedicata al Sacro Cuore di Gesù.

## Economia
La principale attività economica è l'agricoltura. Inoltre, sorgono nei pressi della frazione alcuni insediamenti artigianali nel settore meccanico e della plastica.